# Eutímio Guerra
Eutímio Guerra (ur. 1920, zm. 1957  w Sierra Maestra) – kubański chłop, stracony za zdradę rewolucji kubańskiej przez Che Guevarę.
W książce Epizody wojny rewolucyjnej, Che Guevara opisuje egzekucję Guerry, przewodnika partyzantów, który przyznał się do zdrady, kiedy przyjął 10 tysięcy pesos od żołnierzy Batisty w zamian za informowanie i składanie donosów, między innymi podanie pozycji partyzantów Fidela Castro i przekazywanie nazwisk ludzi współpracujących z Ruchem 26 lipca. Te informacje, pozwoliły wojskom reżimu na spalenie domów należących do chłopów sprzyjających rewolucjonistom.